# Браун, Брайан (генерал)
Брайан Дуглас Браун (англ. Bryan Douglas Brown; род. 20 октября 1948, Форт-Мид) — военнослужащий ВС США, генерал СВ США в отставке. С 2003 по 2007 год —　начальник Главного управления войск специального назначения (ГУ СПН) МО США/Главком войск СпН. Б. Браун стал первым военнослужащим-лётчиком армейской авиации (АА) СВ США, в чине генерала рода войск, занявшим в МО США должность уровня начальника главного управления рода войск. Один из инициаторов формирования авиационных подразделений специального назначения ВВС и АА СВ. Генерал Браун имеет более 4400 часов налёта на различных типах летательных аппаратов.

## Образование
- бакалавр истории (Университет Кэмерона)
- магистр деловой администрации (Университет Вебстер)
- магистр в области безопасности (Высшее военное училище СВ США[англ.])[1]
- Слушатель Военной академии СВ США
- Слушатель программы подготовки руководителей высшего звена в национальной и международной безопасности Гарвардского университета

## Действительная служба в ВС США
1967 г. — поступил добровольцем на службу в ВС США.

### В строевых должностях СВ США
1967 г. — 1970 г. — курсант школы СпН СВ (в/ч "Форт-Беннинг", ш. Джорджия) (курс общевойсковой подготовки, курс ВДП, курс подготовки л/с СпН СВ) (младший (2-й) лейтенант)

1970 г. — командир РДГ (3-я рота 1-го батальона (бна «А») 7-го полка СпН СВ (Республика Вьетнам), (младший (2-й) лейтенант)

1970.5 — курсант офицерских артиллерийских курсов (Школа подготовки личного состава СВ США, в/ч "Форт-Беннинг", ш. Джорджия) (младший (2-й) лейтенант)

1971 г. — курсант Школы подготовки личного состава армейской авиации (АА) (в/ч "Форт-Ракер", ш. Алабама).

На стажировке в Республике Вьетнам в качестве летчика АА (младший (2-й) лейтенант)

1971.3 — 1971.6 — командир звена (4-я рота 227-й АЭ АА (227-го батальона армейской авиации 1-й (кавалерийской) дивизии СВ (в/ч "Форт-Худ", ш. Техас) (младший (2-й) лейтенант-старший (1-й) лейтенант)

1971.9. — 1972.4. — командир звена (129-я транспортно-десантная АЭ АА, Республика Вьетнам) (старший (1-й) лейтенант)

1972.5. — 1972.12. — командир звена (182-я АЭ 10-го АП АА) (в/ч "Форт-Брэгг", ш. С. Каролина) (старший (1-й) лейтенант)

1973.1. — 1975.9. — ком. звена, нач. разведки эскадрильи (269-я АЭ АА (в/ч "Форт-Брэгг", ш. С. Каролина) (старший (1-й) лейтенант-капитан)

1975.10. — 1977.5. — курсант курсов усовершенствования офицеров артиллерии (в/ч "Форт-Силл", ш. Оклахома), студент университета Кэмерона (г. Лоутон, ш. Оклахома) (капитан)

1977.6. — 1978.6. — нач. штаба дивизиона (17-й артполк, 2-й дивизии СВ) (Республика Корея) (капитан)

1978.7. — 1979.5. — зам. ком. роты АА (2-я рота 158-й АЭ АА, 101-й воздушно-штурмовой дивизии (ВДД) (капитан)

1979.6. — 1979.10. — офицер управления воздушным движением (158-я АЭ АА 101-й ВДД) (капитан)

1979.11. — 1981.5. — командир роты АА (3-я рота 158-й АЭ АА 101-й ВДД) (капитан-майор)

1981.6. — 1984.6. — офицер управления СпН ВВС (Управление по координации с другими родами войск (УКРВ) ГУ СпН МО США (майор)

1984.7. — 1985.6. — курсант Высшего военного училища США (майор)

1985.7. — 1987.5. — командир роты АА СпН (3-я рота АА 101-й АЭ СпН 101-й ВДД) (в/ч "Форт-Кэмпбелл", Кентукки) (майор)

1987.6. — 1988.5. — нач. штаба полка (160-й оАП СпН ВВС) (майор-подполковник)

1988.6. — 1990.5. — командир эскадрильи (5-я АЭ 101-го АП АА 101-й ВДД) (подполковник)

1990.6. — 1991.7. — командир эскадрильи СпН (1-й АЭ СпН 160-го оАП СпН ВВС) (подполковник)

1991.8. — 1992.7. — слушатель военной академии (Военная академия СВ США) (подполковник-полковник)

### В командных должностях СВ США
1992.10. — 1994.10. — командир полка (160-й оАП СпН ВВС( (полковник)

1994.11. — 1996.3. — командующий АА дивизии (1-я дивизия СВ) (полковник)

1996.4. — 1998.8. — начальник отдела (отдел планирования и оценок ГУ СпН МО США) (бригадный генерал)

### В военном руководстве СпН
1998.8. — 2000.10. — начальник управления (управление специальных операций (УСО) ГУ СпН) (бригадный генерал — генерал-майор) 

2000.10. — 2002.8. — начальник управления (управление СпН СВ ГУ СпН МО США) (генерал-майор — генерал-лейтенант)
2002.8. — 2003.9. — зам. начальника главного оперативного управления (ГУ СпН МО США) (генерал-лейтенант)

2003.9. — 2007.7. — начальник главного оперативного управления/главком рода войск (ГУ СпН МО США/Главком войск СпН) (генерал СВ)
Генерал Б. Браун ушёл в отставку из ВС США в сентябре 2007 года после 40 лет действительной службы.

## Участие в боевых действиях
Б. Браун принимал участие в многочисленных военных конфликтах и операциях, в том числе участвовал в планировании операции «Credible Sport» — второй попытки освобождения заложников из посольства США в Тегеране, после провала операции «Орлиный коготь» во время дипломатического кризиса с Ираном. Однако в январе 1981 года американских заложников освободили при посредничестве Алжира и дальнейшая разработка данной операции была прекращена.
Участвовал во вторжении США на Гренаду, операции «Prime Chance» во время ирано-иракской войны, операции Mount Hope III в июне 1988 года, в ходе которой США обнаружили и эвакуировали с помощью двух вертолетов MH-47 «Чинук» потерпевший крушение и брошенный армией Ливии в пустыне вертолет Ми-24, во время войны в Чаде. Принимал участие также в войне в Персидском заливе.

## Семейное положение
Женат, является отцом двух дочерей.

## Деятельность после отставки
После ухода из вооружённых сил, Б. Браун с ноября 2007 года занимает пост члена совета директоров компании по проектированию и строительству беспилотных летательных аппаратов Aurora Flight Sciences, и является президентом компании Tier 4 Consulting LLC. Также работал в качестве старшего советника генерального директора "Смит-Вессон".

## Порядок чинопроизводства
| Знак различия | Чин                     | Дата         |
| ------------- | ----------------------- | ------------ |
|               | Генерал                 | 2003. 8. 25  |
|               | Генерал-лейтенант       | 2000. 10. 11 |
|               | Генерал-майор           | 1998. 12. 1  |
|               | Бригадный генерал       | 1996. 3. 1   |
|               | Полковник               | 1992. 6. 1   |
|               | Подполковник            | 1987. 9. 1   |
|               | Майор                   | 1981. 4. 3   |
|               | Капитал                 | 1974. 5. 1   |
|               | Старший (1-й) лейтенант | 1971. 5. 1   |
|               | Младший (2-й) лейтенант | 1970. 5. 1   |

## Награды и знаки отличия
- Медаль Министерства обороны «За выдающуюся службу» с двумя бронзовыми дубовыми листьями
- Медаль «За выдающиеся заслуги» (Армия США)
- Медаль «За отличную службу»
- Орден «Легион Почёта»
- Крест лётных заслуг
- Бронзовая звезда
- Медаль «За похвальную службу» Министерства обороны
- Медаль похвальной службы с двумя бронзовыми дубовыми листьями
- Воздушная медаль с литерой V за доблесть
- Благодарственная медаль за службу в объединённых органах ВС
- Похвальная медаль армии
- Медаль армии «За безупречную службу»
- Медаль за службу национальной обороне с двумя бронзовыми звёздами за службу
- Экспедиционная медаль вооружённых сил с тремя бронзовыми звёздами за службу
- Медаль «За службу во Вьетнаме» с тремя бронзовыми звёздами за службу
- Медаль за службу в Юго-Западной Азии с бронзовой звездой за службу
- Медаль за службу в войне с глобальным терроризмом
- Медаль за гуманитарную помощь
- Лента армейской службы
- Лента службы за границей
- Медаль НАТО для бывшей Югославии
- Медаль вьетнамской кампании
- Медаль освобождения Кувейта (Саудовская Аравия)
- Медаль освобождения (Кувейт)
- Награда за выдающееся единство части с двумя бронзовыми дубовыми листьями
- Знак мастера-авиатора армейской авиации
- Знак парашютиста армии США
- Знак военного парашютиста затяжных прыжков
- Знак десантника воздушно-штурмовых частей
- Нарукавная нашивка Сил специальных операций Армии США